# Neomochtherus platypygus
Neomochtherus platypygus är en tvåvingeart som beskrevs av Tsacas 1968. Neomochtherus platypygus ingår i släktet Neomochtherus och familjen rovflugor. Inga underarter finns listade i Catalogue of Life.